# Taula Claudina

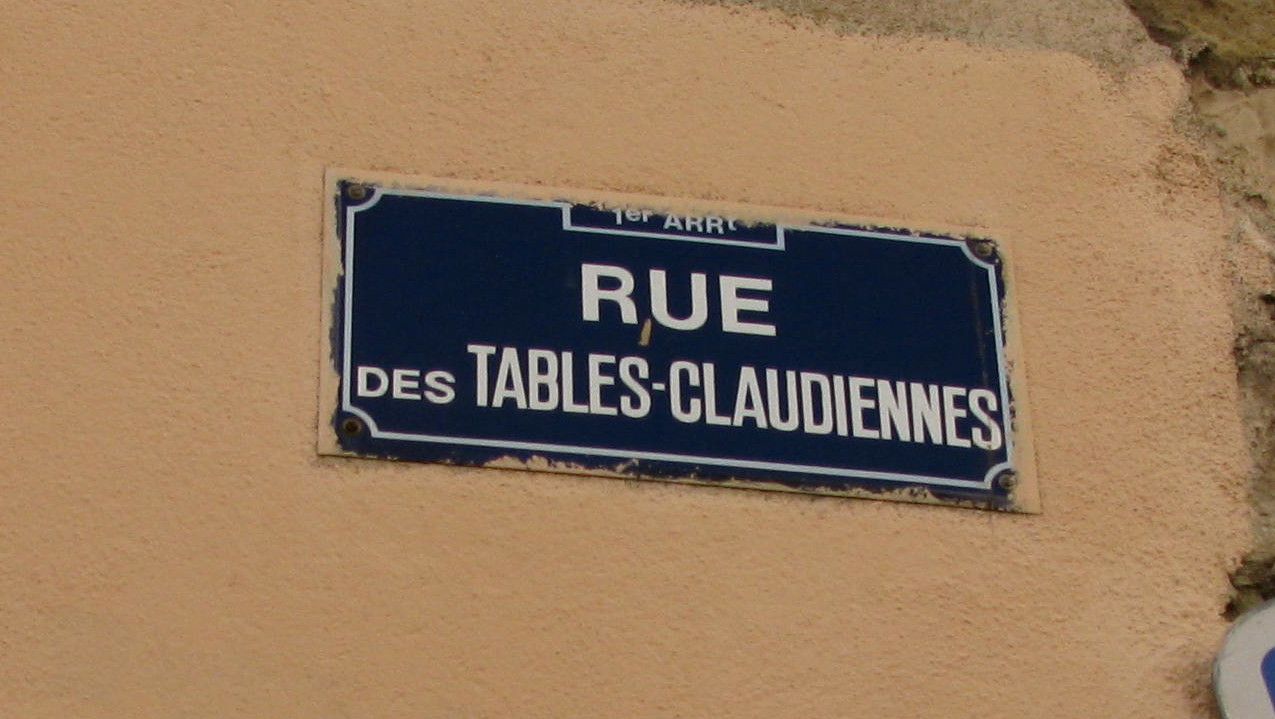
Carrer de les Taules Claudines, a prop del lloc de la seva descoberta, a Lió.

La Taula Claudina és una placa de bronze on s'inscriu el discurs pronunciat per l'emperador romà Claudi, l'any 48, davant el Senat romà. La taula va ser trencada i es conserva avui dia en dos fragments, trobats a Lió (França), al barri de Croix-Rousse, l'any 1528. La utilització del plural (Taules Claudines), molt estesa, és errònia: només existeix una Taula; els dos fragments formen, doncs, una única taula.
En el discurs, Claudi es pronunciava a favor d'un Senat romà amb nobles romans de la Gàl·lia, fet que va provocar la indignació del mateix senat que evocava problemes de caràcter cultural i polític, o jurídics, ja que hi havia obstacles pel que fa a l'adquisició de la ciutadania romana, incompatible amb allò proposat per Claudi. Claudi, segons els diferents estudis portats a terme, responia amb aquest discurs a la petició feta des del Consell de les Tres Gàl·lies que sol·licitava l'obertura de les magistratures i del Senat als gals. Aquests van obtenir finalment satisfacció, primer els hedus i després els mateixos gals.
Gravada a Lió (Lugdúnum) i exposada durant un temps al Santuari Federal de les Tres Gàl·lies, un temple que havia construit el pare de l'emperador Claudi, Drus el Vell, la Taula Claudina testimonia de la generositat de l'emperador Claudi i del reconeixement que va atorgar als gals. Avui, els dos fragments es conserven al museu gal·loromà de Lió i són un testimoni preuat de les relacions que hi van haver entre gals i romans.